# Cagnoncles
Cagnoncles és un municipi francès, situat a la regió dels Alts de França, al departament del Nord. L'any 2006 tenia 499 habitants. Limita al nord amb Escaudœuvres, a l'est amb Naves, al sud amb Rieux-en-Cambrésis i a l'oest amb Cauroir.

## Demografia
| Evolució de la població Ehess i INSEE |      |      |      |      |      |      |      |      |
| 1793                                  | 1800 | 1806 | 1821 | 1831 | 1836 | 1841 | 1846 | 1851 |
| 700                                   | 738  | 826  | 796  | 799  | 838  | 860  | 813  | 805  |

| 1856 | 1861 | 1866 | 1872 | 1876 | 1881 | 1886 | 1891 | 1896 |
| ---- | ---- | ---- | ---- | ---- | ---- | ---- | ---- | ---- |
| 811  | 861  | 822  | 866  | 862  | 837  | 811  | 823  | 818  |

| 1901 | 1906 | 1911 | 1921 | 1926 | 1931 | 1936 | 1946 | 1954 |
| ---- | ---- | ---- | ---- | ---- | ---- | ---- | ---- | ---- |
| 786  | 755  | 710  | 620  | 625  | 602  | 590  | 599  | 548  |

| 1962 | 1968 | 1975 | 1982 | 1990 | 1999 | 2006 | 2011 | 2016 |
| ---- | ---- | ---- | ---- | ---- | ---- | ---- | ---- | ---- |
| 584  | 555  | 526  | 468  | 492  | 465  | -    | -    | -    |

| 2019 | - | - | - | - | - | - | - | - |
| ---- | - | - | - | - | - | - | - | - |
| -    | - | - | - | - | - | - | - | - |

## Administració
| Període | Identitat     | Partit |
| ------- | ------------- | ------ |
| 2001-   | Edouard Sledz |        |